# Nobody Does It Better
Nobody Does It Better è una canzone del 1977 scritta da Carole Bayer Sager, composta da Marvin Hamlisch, prodotta da Richard Perry e cantata da Carly Simon come theme song del film Agente 007 - La spia che mi amava, decimo titolo della serie di film di James Bond. La stessa incisione della canzone è stata pubblicata come singolo, come brano all'interno della colonna sonora del film, e come brano in varie raccolte di Carly Simon.
È la prima canzone nella storia del franchise di 007 a essere intitolata in maniera diversa dal film, benché il titolo originale The Spy Who Loved Me compaia nel testo nei versi «The spy who loved me / is keepin' all my secrets safe tonight».
Oltre al grande successo commerciale iniziale, la canzone ha guadagnato negli anni una sempre maggior stima da parte della critica e soprattutto dei musicisti. Roger Moore, terzo attore a interpretare il ruolo di James Bond, e Barbara Broccoli, produttrice cinematografica dei film di Bond, definiscono Nobody Does It Better come la canzone che meglio rappresenta l'intero franchise di 007.

## Composizione
La canzone venne scritta e composta da Carole Bayer Sager e Marvin Hamlisch in brevissimo tempo su generica ispirazione di 007, ma non esplicitamente come tema per un suo film. Fu offerta inizialmente a Dusty Springfield, ma la cantante la rifiutò poiché stava vivendo un periodo di forte crisi personale; successivamente, su consiglio del produttore Richard Perry, i due autori proposero davvero la canzone come tema per il successivo film di Bond alla MGM, e venne accettata.
Bayer Sager cambiò il testo originale per adattarsi coerentemente con il tema del film. Pur non contenendo espliciti riferimenti sessuali e usando come complemento oggetto solo un generico it (terza persona singolare in lingua inglese), il testo di Nobody Does It Better ("Nessuno lo fa meglio") è stato riconosciuto come una evidente celebrazione delle doti amatorie di James Bond cantate con parole lust-drunk ("ubriache di passione") ovvero senza inibizioni.
In un documentario sulla realizzazione del film Agente 007 - La spia che mi amava, Hamlisch ha raccontato che si decise di affidare la canzone a Carly Simon dopo che Bayer Sager definì il suo testo «incredibly vain» ("incredibilmente frivolo"): Perry vi colse un riferimento alla canzone del 1972 You're So Vain di Simon, di cui era il produttore, e la consigliò come cantante per il brano.

## Successo

### Critica
La rivista Billboard ha definito la canzone una «inventiva e magniloquente come tipico [delle canzoni dei film di Bond]» e la performance vocale di Carly Simon molto convincente, «come se lei credesse sinceramente nella sovrumana potenza amorosa di 007». Cash Box scrisse che il brano aveva «quel certo non-so-che in ogni singolo dettaglio» e che la melodia era «così buona da funzionare benissimo [anche senza essere una canzone da un film di Bond]».

### Pubblico
Alla sua uscita Nobody Does It Better godette di un enorme successo mondiale ed è stata successivamente riconosciuta fra le migliori e più popolari canzoni di 007. Negli Stati Uniti d'America rimase per tre settimane la posizione 2 nella classifica Billboard Hot 100 (poi rimpiazzata da You Light Up My Life di Debby Boone) e per sette settimane nella posizione 1 della classifica Billboard Easy Listening (maggior successo dell'anno in quella classifica), ottenendo negli USA il disco d'oro (al tempo attribuito a vendite superiori al milione di copie) certificato dalla RIAA. Nella carriera di Carly Simon, Nobody Does It Better è la canzone più a lungo rimasta in classifica e di maggior successo fra quelle non scritte da sé stessa come cantautrice: nella classifica Billboard Hot 100, il suo precedente singolo You're So Vain (che pure aveva raggiunto la prima posizione per tre settimane) uscì dalle prime 100 posizioni con due mesi d'anticipo rispetto a Nobody Does It Better.
Nel Regno Unito la canzone raggiunse la posizione 7 della Official Singles Chart e il disco d'argento certificato da BPI.

### Premi e menzioni onorarie
Nell'anno 1978 la canzone fu candidata per vari premi di settore, fra cui Miglior canzone agli Academy Awards e ai Golden Globe Awards e Canzone dell'anno ai Grammy Awards, perdendo in tutti e tre i casi contro You Light Up My Life di Debby Boone; nella stessa edizione dei Grammy Awards, Carly Simon fu anche candidata nella categoria Miglior performance vocale femminile, ma perse contro Barbra Streisand con la canzone Evergreen (Love Theme from A Star Is Born).
Nel 2004 Nobody Does It Better è stata inserita dall'AFI al 67º posto della sua classifica AFI's 100 Years... 100 Songs che raccoglie le 100 migliori canzoni della storia del cinema statunitense. Nel 2012 è stata premiata come terza e seconda miglior canzone da un film di Bond rispettivamente dalle riviste Rolling Stone e Billboard, e nel 2021 come miglior canzone in assoluto da USA Today.

## Cover e riferimenti nella cultura popolare
Nobody Does It Better è stata omaggiata da numerose cover realizzate da artisti dei generi più disparati, dal pop rock al jazz. Già durante i tardi anni 1970, immediatamente dopo la sua pubblicazione nel 1977, la canzone è stata interpretata, fra i vari, da Ella Fitzgerald, Groove Holmes, Jack Jones, Rob McConnell e Toots Thielemans. Negli anni successivi vi si sono cimentati anche Harry Allen, Julie Andrews, Marco Benevento, Floyd Cramer, Sophie Ellis-Bextor, Plas Johnson, Aimee Mann (all'interno dell'album-tributo del 1997 Bond Shaken & Stirred: The David Arnold James Bond Project prodotto da David Arnold), Me First and the Gimme Gimmes, Anita O'Day, David Sanborn e molti altri. Le due cover più celebri sono considerate quelle di Céline Dion, che l'ha eseguita dal vivo a Las Vegas nel 2011, e dei Radiohead, che l'hanno cantata in più occasioni dal vivo in concerti e in TV fin dal 1995; in particolare, il cantante della band Thom Yorke è un grande fan di Nobody Does It Better e l'ha definita come «la canzone più sexy mai scritta».
La canzone è stata più volte usata al cinema. All'interno del franchise di James Bond, oltre naturalmente al decimo film Agente 007 - La spia che mi amava (1977) per cui è stata scritta, la canzone si può ascoltare anche nel dodicesimo Solo per i tuoi occhi (1981) dove compare come password musicale per il dispositivo Indentigraph ideato da Q, nei trailer di Casino Royale (2006) come musica di sottofondo, nei titoli di coda del documentario Bond Girls Are Forever (incluso come contenuto speciale nell'edizione DVD di Casino Royale) cantata da Faith Rivera, e infine nel documentario La musica di 007 (2022) distribuito via streaming su Amazon Prime Video. Inoltre, il manifesto del tredicesimo film Octopussy - Operazione piovra (1983) riportava lo slogan allusivo «Nobody does it better… thirteen times».
Al di fuori dei film di Bond, la canzone è stata usata anche in Lost in Translation - L'amore tradotto (2003), Che pasticcio, Bridget Jones! (2004), Tutte le ex del mio ragazzo (2004), e Mr. & Mrs. Smith (2005) cantata dalla band 8mm.
La canzone è stata usata come tributo a William Hanna e Joseph Barbera, fondatori dello studio d'animazione Hanna-Barbera, in occasione dei loro funerali avvenuti rispettivamente nel 2001 et 2006.
La frase «Nobody does it better» è usata come slogan dal sito web pornografico statunitense Naughty America.

## Riconoscimenti
| Anno | Premio              | Categoria                                                      | Premiati                             | Risultato   | Note   |
| ---- | ------------------- | -------------------------------------------------------------- | ------------------------------------ | ----------- | ------ |
| 1978 | Academy Awards      | Oscar alla migliore canzone                                    | Marvin Hamlisch e Carole Bayer Sager | Candidato/a | [ 25 ] |
| 1978 | BAFTA               | BAFTA alla migliore colonna sonora                             | Marvin Hamlish                       | Candidato/a | [ 26 ] |
| 1978 | Golden Globe Awards | Golden Globe per la migliore canzone originale                 | Marvin Hamlisch e Carole Bayer Sager | Candidato/a | [ 27 ] |
| 1978 | Grammy Awards       | Grammy Award alla canzone dell'anno                            | Marvin Hamlisch e Carole Bayer Sager | Candidato/a | [ 28 ] |
| 1978 | Grammy Awards       | Grammy Award alla miglior interpretazione vocale femminile pop | Carly Simon                          | Candidato/a | [ 28 ] |

## Singolo
Nobody Does It Better è stata pubblicata in contemporanea nel luglio 1977 sia all'interno della colonna sonora del film The Spy Who Loved Me sia come singolo in vinile 7 pollici a 45 giri.

### Tracce
Lato A
1. Nobody Does It Better – 3:30 (testo: Carole Bayer Sager – musica: Marvin Hamlisch)

Lato B
1. After the Storm – 2:46 (Carly Simon)

### Classifiche
Settimanali
| Nazione               | Classifica (1977–78)     | Posizione massima |
| --------------------- | ------------------------ | ----------------- |
| Argentina             | -                        | 4                 |
| Australia             | Singles Chart            | 8                 |
| Canada                | RPM Adult Contemporary   | 1                 |
| Canada                | RPM Top Singles          | 2                 |
| Francia               | -                        | 5                 |
| Irlanda               | -                        | 1                 |
| Norvegia              | -                        | 5                 |
| Regno Unito           | Official Singles Chart   | 7                 |
| Stati Uniti d'America | Billboard Hot 100        | 2                 |
| Stati Uniti d'America | Billboard Easy Listening | 1                 |
| Stati Uniti d'America | Cash Box Top 100         | 2                 |

Annuali
| Nazione               | Classifica (1977)            | Posizione |
| --------------------- | ---------------------------- | --------- |
| Canada                | RPM Top Singles              | 35        |
| Regno Unito           | Official Singles Chart       | 49        |
| Stati Uniti d'America | Billboard Hot 100            | 83        |
| Stati Uniti d'America | Billboard Adult Contemporary | 1         |
| Stati Uniti d'America | Cash Box Top 100             | 14        |

| Nazione   | Classifica (1978) | Posizione |
| --------- | ----------------- | --------- |
| Australia | -                 | 39        |

### Certificazioni
| Nazione                      | Certificazione  | Vendite minime   |
| ---------------------------- | --------------- | ---------------- |
| Regno Unito (BPI)            | Disco d'argento | 250'000+ copie   |
| Stati Uniti d'America (RIAA) | Disco d'oro     | 1'000'000+ copie |